# Biarmosuchia
Biarmosuchia (лат.) — вымершая клада немаммальных синапсид, обитавших в пермском периоде. Наиболее базальная группа терапсид. Средние по размеру, легко сложенные хищники, занимающие промежуточное положение между сфенакодонтными «пеликозаврами» и более прогрессивными терапсидами. Biarmosuchia были редким компонентом пермских экосистем, а большинство видов принадлежало к кладе Burnetiamorpha, характерным признаком которой является сложный черепной орнамент.

## Характеристика

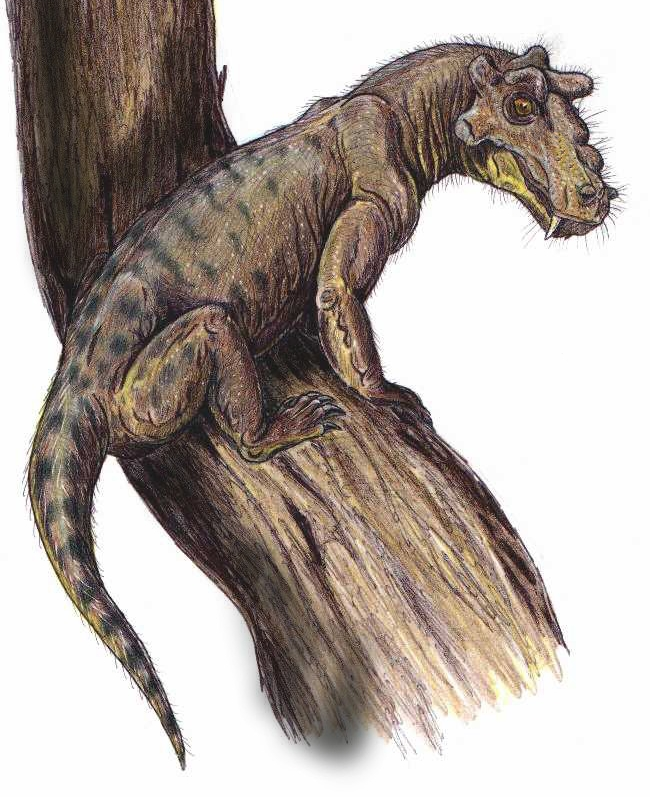
Пробурнетия — представитель Biarmosuchia со странными шишками и выступами на черепе, поздняя пермь России

Черепа Biarmosuchia почти как у Sphenacodontidae и отличаются только более крупными височными окнами (хотя они всё ещё малы по сравнению с более поздними терапсидами), слегка наклонённым назад затылком (в противоположность пеликозаврам), уменьшенным количеством зубов, наличием одиночных крупных клыков как на верхней, так и на нижней челюстях, и другими особенностями (Carroll 1988 pp. 370, Benton 2000 p. 114). У более поздних специализированных Biarmosuchia такие зубы напоминают увеличенные клыки горгонопсов. Расширение задней части черепа указывает на наличие более крупных закрывающих челюсти мышц, которые крепились в той области и, следовательно, на более сильный прикус. Burnetiamorpha, составляющие бо́льшую часть разнообразия Biarmosuchia, характеризовались сложным орнаментом черепа, состоящим из бугорков и выступов. У некоторых бурнетиид толстый куполообразный череп, напоминающий головы диноцефалов и пахицефалозавров.
Позвонки также имеют сходство с Sphenacodontidae (но без длинных отростков, характерных для диметродона и его близких родичей), но плечевой и тазовый пояса конечности указывают на гораздо более прогрессивное телосложение. Стопы более симметричны, что указывает на то, что они направлены вперёд при ходьбе, а длина фаланг (пальцев передних и задних конечностей) уменьшена, что придаёт животным сходство с более поздними синапсидами (терапсидами и млекопитающими) (Carroll 1988 pp. 370-1).
Biarmosuchia варьировались в размерах от относительно мелких видов с черепами длиной 10-15 см до таких крупных животных как биармозух (Biarmosuchus) с длиной черепа 60 см.

## Распространение
Наиболее представительная группа Biarmosuchia — Burnetiamorpha — включает роды Bullacephalus, Burnetia, Lemurosaurus, Lobalopex, Lophorhinus, Paraburnetia и Pachydectes из Южной Африки, Niuksenitia и Proburnetia из России и Lende (MAL 290) из Малави. Кроме того, Sidor et al. (2010) описали частичную крышу черепа, включая дорсальный край глазниц и теменное отверстие неназванного бурнетиида из пермских отложений Танзании, а у Sidor et al. (2014) сообщается о наличии бурнетиида в средней перми Замбии. Другие Biarmosuchia включают биармозуха (Biarmosuchus) из России, Hipposaurus, Herpetoskylax, Ictidorhinus и Lycaenodon из Южной Африки и Wantulignathus из Замбии.

## Классификация
Biarmosuchia обычно рассматриваются как самая базальная ветвь развития терапсид. Группа состоит из парафилетических включений базальных представителей, довольно типичных для терапсид, и прогрессивной группы Burnetiamorpha, для которой характерно наличие украшений на черепе в виде рогов и выступов.

### Таксономическая история
Из шести линий развития терапсид группу Biarmosuchia выделили последней. Многие Biarmosuchia изначально считались представителями горгонопсов (Gorgonopsia). Джеймс Хопсон и Герберт Ричард Баргусен (1986 p. 88) предварительно объединили Biarmosuchidae и Ictidorhinidae (включая Hipposauridae and Rubidginidae) в «Biarmosuchia», однако не определились, составляют ли они естественную группу или только совокупность с общими примитивными признаками. Авторы полагали, что Phthinosuchus слишком плохо изучен, чтобы понять, к какой группе он принадлежит, но посчитали эотитанозуха (Eotitanosuchus) более развитой формой.
Дениз Сигоньо-Рассел (1989) выделил инфраотряд Biarmosuchia, включающий семейства Biarmosuchidae, Hipposauridae and Ictidorhinidae, отличающиеся от Eotitanosuchia и Phthinosuchia.
По версии Ивахненко (1999), Biarmosuchus tener, Eotitanosuchus olsoni и Ivantosaurus ensifer, найденные близ деревни Ежово, очёрская фауна, являются одним и тем же видом. Даже если эти таксоны в действительности разные, согласно Ивахненко эотитанозух и биармозух — животные очень похожие. Ивахненко также перенёс семейство Eotitanosuchidae в отряд Titanosuchia, надотряд диноцефалы (Dinocephalia).
Бентон (2000 и 2004) рассматривает Biarmosuchia с рангом подотряда.

## Палеоэкология
Biarmosuchia были редкими в своих экосистемах; многие виды известны лишь по одному образцу. Однако они были умеренно разнообразны, и в некоторых экосистемах существовало одновременно несколько видов. Все они были плотоядными животными, похожими на горгонопсов и тероцефалов, но в большинстве своём не являлись высшими хищниками.